# 小林家住宅 (檜原村)
小林家住宅（こばやしけじゅうたく）は、東京都西多摩郡檜原村藤原4994番地に所在する古民家。重要文化財。

## 歴史

### 竣工
18世紀前半に建てられた入母屋造りの民家であり、標高約750 mの尾根上に建つ。これは当時、檜原村では危険な沢筋を避けて尾根筋を利用することが多かったためであり、3つの尾根の出合に建つ小林家住宅は移動手段に優れていたと考えられている。

### 修復工事

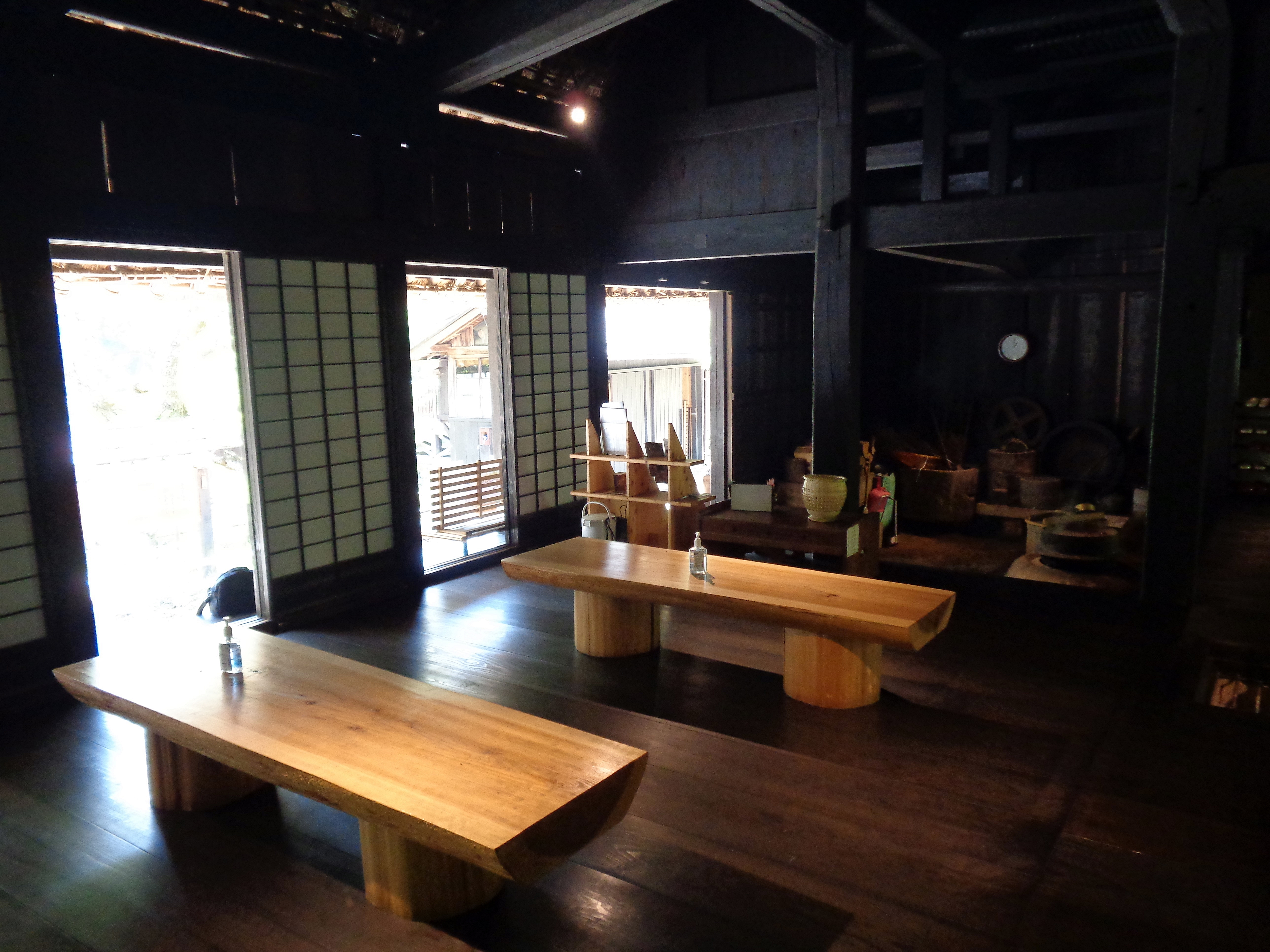
建物の内部

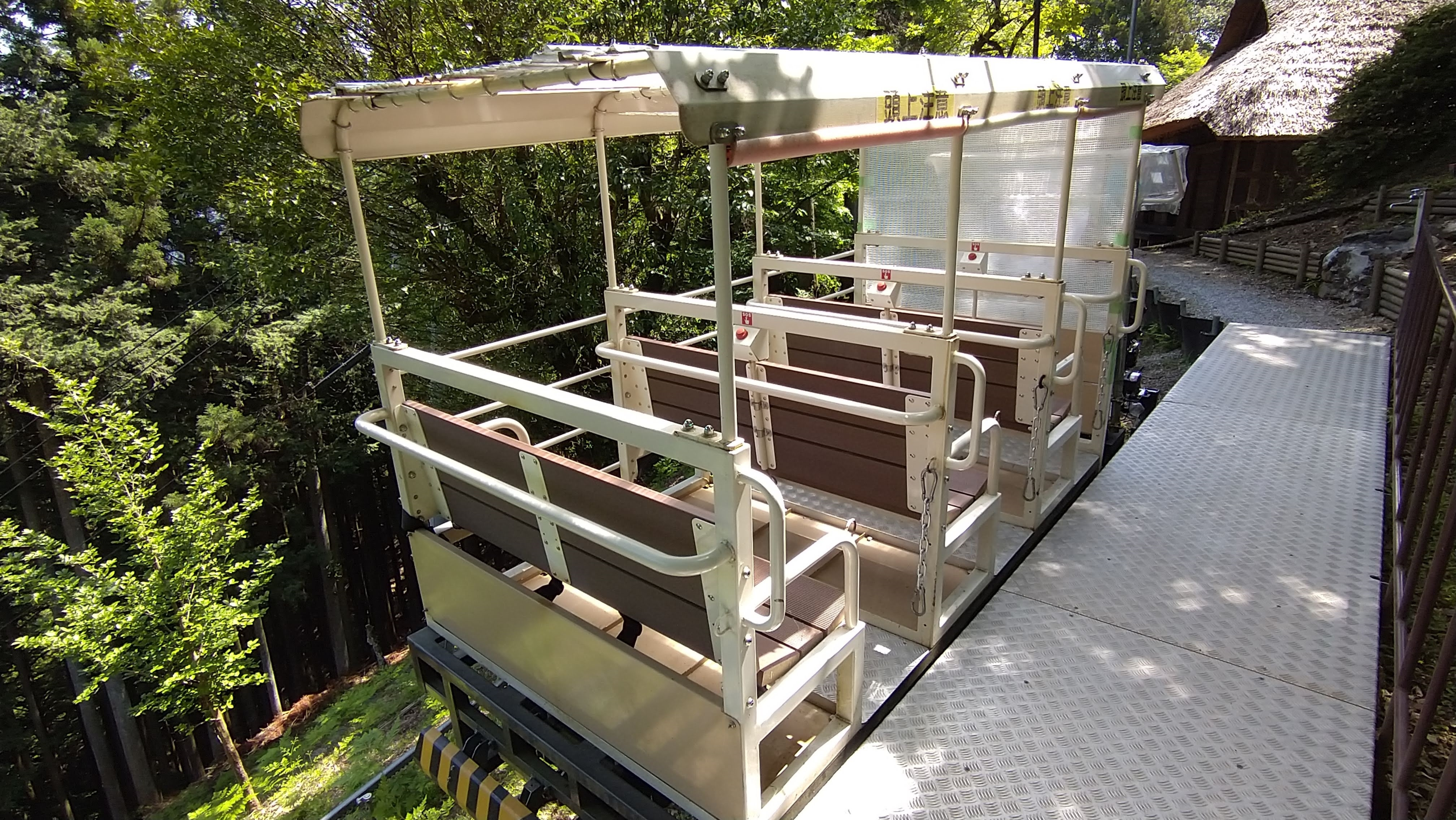
モノレール

1978年（昭和53年）、国の重要文化財に指定された。
2008年（平成20年）までは一般住居として利用されていた。その後調査が行われた結果、明治期から戦後にかけて現金収入を得るための貴重な手段であった養蚕を行うため、幕末期に大規模な改装が行われていたことが判明、文化財として保護するために建設当時の状態に復元することが決定した。2011年（平成23年）より4年間の修復工事を経て、兜造り・トタン葺きの屋根の葺き替えが行われ、建造当時の茅葺き屋根が再現された。

### 観光地としての整備
檜原村エコツーリズム構想の一部として観光地として整備されている。山腹という立地であり、交通機関でのアクセスに難があったことから、観光用のモノレールが整備された。定員6名の小型の産業用モノレールであり、予約すれば誰でも乗車できる。傾斜角が43度に上り、スリリングな体験ができることから、テレビ朝日『東京サイト』（2018年8月24日放送）などのメディアで取り上げられたこともある。
母屋裏の斜面はつつじ公園として整備されている。4月にはつつじ祭りが行われ、現地に伝わる獅子舞の上演なども行われる。

## アクセス
公共交通機関
- JR五日市線武蔵五日市駅から西東京バス「藤倉」行き、終点下車後徒歩約50分

自家用車
- JR五日市線武蔵五日市駅前から約40分、小林家専用駐車場から徒歩25分、モノレール約15分